# Sieboldius albardae
Sieboldius albardae – gatunek ważki z rodziny gadziogłówkowatych (Gomphidae).